# Departamento Sarmiento (Santiago del Estero)
Das Departamento Sarmiento liegt im Zentrum der Provinz Santiago del Estero im Nordwesten Argentiniens und ist eine von 27 Verwaltungseinheiten der Provinz. Mit einer Fläche von 1.549 km² liegt es 25. Stelle der Departamentos der Provinz.
Es grenzt im Norden an das Departamento Figueroa, im Osten an das Departamento Juan F. Ibarra, im Süden an das Departamento Avellaneda und im Westen an die Departamentos San Martín und Robles. 
Die Hauptstadt des Departamento Sarmiento ist Garza. Sie hat 2.295 Einwohner (2001, INDEC), das sind 49 Prozent der Bevölkerung des Departamentos, und liegt 97 km von der Provinzhauptstadt Santiago del Estero entfernt.

## Städte und Gemeinden
Das Departamento Sarmiento ist in folgende Gemeinden aufgeteilt:
- El Colorado
- El Cuadrado
- Matará
- Pozo del Toba
- Suncho Corral
- Vilelas